# Drosophila fascigera
Drosophila fascigera är en tvåvingeart som beskrevs av Elmo Hardy och Kenneth Y. Kaneshiro 2001. Drosophila fascigera ingår i släktet Drosophila och familjen daggflugor.
Artens utbredningsområde är Hawaii.